# Jailhouse Rock (sång)
"Jailhouse Rock" är en sång skriven av Jerry Leiber och Mike Stoller, inspelad av Elvis Presley och utgiven på singel den 24 september 1957, i samband med filmen med samma namn.
Tidskriften Rolling Stone rankade Elvis Presleys inspelning på 67:e plats på sin lista The 500 Greatest Songs of All Time. Låten hamnade även på Rock and Roll Hall of Fames lista The Top 500 Songs That Shaped Rock & Roll. Låten förekommer i Just Dance 4 som spelbar låt.